# 장태민
장태민(1985년 1월 12일 ~ )은 대한민국의 배우이다.

## 출연작

### 영화
- 《사냥의 시간》 (2020년) - 봉식직원 1 역
- 《악질경찰》 (2019년) - 강력팀원 1 역
- 《남한산성》 (2017년) - 군사 4 역
- 《대립군》 (2017년) - 여진족병사 2 역
- 《부산행》 (2016년) - 소총수 역
- 《로봇, 소리》 (2016년) - 연구원 1 역
- 《박수건달》 (2013년) - 복싱코치귀신 역
- 《나는 왕이로소이다》 (2012년) - 노비 역
- 《연가시》 (2012년) - 경찰 역

### 드라마 & 시트콤
- 《환혼 빛과 그림자》 (2022년~2023년, tvN) - 이 서방 역
- 《닥터 로이어》 (2022년, MBC) - AED를 가져오는 법정 관계자 역
- 《학교 2021》 (2021년~2022년, KBS2) - 조재민 바로가구 부사장 역
- 《본 대로 말하라》 (2020년, OCN)
- 《하이바이, 마마!》 (2020년, tvN) - 미동댁 아들 역
- 《호텔 델루나》 (2019년, tvN) - 방태우 역
- 《SKY 캐슬》 (2018년-2019년, JTBC) - 오선생 역
- 《라이브》 (2018년, tvN) - 15화 사제총기 경찰 살해범 장산하 역
- 《드라마 스테이지 - 굿-바이 내 인생보험》 (2018년, tvN)
- 《일단 뜨겁게 청소하라》 (2018년, JTBC)
- 《KBS 드라마 스페셜 - 참치와 돌고래》 (2018년, KBS2)
- 《KBS 드라마 스페셜 - 잊혀진 계절》 (2018년, KBS2)
- 《대군 - 사랑을 그리다》 (2018년, TV조선)
- 《부잣집 아들》 (2018년, MBC)
- 《으라차차 와이키키》 (2018년, JTBC)
- 《의문의 일승》 (2018년, SBS)
- 《화유기》 (2018년, tvN)
- 《투깝스》 (2017년, MBC)
- 《20세기 소년소녀》 (2017년, MBC) - PD 역
- 《청춘시대 2》 (2017년, JTBC)
- 《쌈 마이웨이》 (2017년, KBS2)
- 《맨투맨》 (2017년, JTBC)
- 《도둑놈, 도둑님》 (2017년, MBC)
- 《김과장》 (2017년, KBS2)
- 《보이스》 (2017년, OCN)
- 《푸른바다의 전설》 (2016년, SBS) - 박해수 파트너 형사
- 《안투라지》 (2016년, tvN)
- 《캐리어를 끄는 여자》 (2016년, MBC)
- 《판타스틱》 (2016년, JTBC)
- 《청춘시대》 (2016년, JTBC)
- 《옥중화》 (2016년, MBC)
- 《굿 와이프》 (2016년, tvN)
- 《함부로 애틋하게》 (2016년, KBS2)
- 《마담 앙트완》 (2016년, JTBC)
- 《용팔이》 (2015년, SBS) - 레지던트 역
- 《밤을 걷는 선비》 (2015년, MBC)
- 《너를 기억해》 (2015년, KBS2) - 물류회사 직원 역
- 《사랑하는 은동아》 (2015년, JTBC)
- 《구여친클럽》 (2015년, tvN)
- 《호구의 사랑》 (2015년, tvN)
- 《장미빛 연인들》 (2014년, MBC) - 조연출 역
- 《전설의 마녀》 (2014년, MBC) - 청년 역
- 《스웨덴 세탁소》 (2014년, MBC 드라마넷) - 스텝 역
- 《최고의 결혼》 (2014년, TV조선) - FD 역
- 《비밀의 문》 (2014년, SBS) - 하인 역
- 《괜찮아, 사랑이야》 (2014년, SBS) - 병원 화장실 환자 역
- 《리셋》 (2014년, OCN)
- 《마이 시크릿 호텔》 (2014년, tvN) - 세탁업체 직원 역
- 《당신의 여자》 (2014년, SBS) - 주유소 직원 역
- 《신의 선물 - 14일》 (2014년, SBS) - 그래피티 아티스트 역
- 《야왕》 (2013년, SBS) - 신문배달 역
- 《결혼의 여신》 (2013년, SBS)
- 《스캔들: 매우 충격적이고 부도덕한 사건》 (2013년, MBC)
- 《보고싶다》 (2012년, MBC) - 호객꾼 역
- 《패밀리》 (2012년, KBS2) - 수리기사 역
- 《마의》 (2012년, MBC) - 노복 역
- 《아랑사또전》 (2012년, MBC) - 귀신 역
- 《무신》 (2012년, MBC) - 군사 역
- 《각시탈》 (2012년, KBS2) - 상인 역
- 《KBS 드라마 스페셜 연작 시리즈 - 아모레미오》 (2012년, KBS2) - 건달 역
- 《고봉실 아줌마 구하기》 (2011년, TV조선) - 작가 역
- 《시티헌터》 (2011년, SBS) - 기자 역
- 《절정》 (2011년, MBC) - 사병 역
- 《계백》 (2011년, MBC) - 유혹남 역
- 《로맨스 타운》 (2011년, KBS2) - 여행사 직원 역
- 《강력반》 (2011년, KBS2) - 경찰 역
- 《로열 패밀리》 (2011년, MBC) - 기자 역
- 《반짝반짝 빛나는》 (2011년, MBC) - 고시생 역
- 《공주의 남자》 (2011년, KBS2) - 군사 역
- 《몽땅 내 사랑》 (2010년, MBC) - 점원 역
- 《오마이갓 시즌 1》 (2010년, SBS 플러스) - 술집사장 역